# Гојко Кастратовић
Гојко Кастратовић (Беране, 22. јун 1938 — Београд, 20. март 2018) био је познати југословенски и црногорски редитељ, помоћник редитеља, продуцент и познати ТВ стваралац.
Основну школу и гимназију завршио је у Беранама, а Факултет драмских уметности у Београду - одсек филмска и ТВ организација.
Био асистент, помоћник режије, редитељ друге екипе у филмовима Вељка Булајића: Битка на Неретви, Атентат у Сарајеву, Човјек кога треба убити и Велики транспорт.
Редитељ бројних документарних филмова:
- Еванђеље зла - о логору Јасеновац
- Сили у инат - обнова порушене Црне Горе током катастрофалног земљотреса
- Ненадна - слике порушене Црне Горе у земљотресу
- документарна емисија Трагом писмености - о писмености у ЦГ
- документарац Ловћенске виле
- биографске филмове Јован Томашевић, Војвода Миљан Вуков, игуман Мојсије Зечевић затим документарне емисије Луча микрокозма, Напукло срце и Au revoir Montenegro
- 100 година Електропривреде
- 100 година Црногорског ваздухопловства

За РТЦГ режирао ТВ драме:
- Пуста земља - по мотивима драме Михаила Лалића
- Суђење генералу Вешовићу - по судским записима
- Бараба - на основу сопственог сценарија

Режирао такође документарне ТВ серије:
- Црна Гора 20 вијека у филмским документима - 10 епизода по 40 минута
- Гласовити црногорски јунаци - 7 епизода по 30 минута
- То је Црна Гора - 8 епизода
- Туђинци и изванци о Црној Гори - 7 епизода по 30 минута
- Скадарско језеро - 4 епизоде
- Цетињска митрополија - 5 епизода
- Од референдума до референдума - 7 епизода
- Династија Петровић Његош

Аутор књига: Историја црногорског филма, Црногорска кинематографија и филмови о Црној Гори, Филмографије црногорске кинематографије и филмова о Црној Гори.
- Помоћник директора Телевизије Титоград за производњу програма у периоду 1977 - 1987
- Помоћник директора за филмску производњу домаћег филма и уметнички директор компаније Авала филм  из Београда у периоду 1987 - 1999.

Као продуцент потписује филмове: Кућа поред пруге, Како је пропао рокенрол, Заборављени, Лајбах - Победа под сунцем итд.
Био је члан управног одбора фондације Свети Петар Цетињски, ПЕН клуба, Матице Црногорске, Националног савјета за културу, А - права Монтенергро.
Био је и члан Скупштине и Председништва Фестивала југословенског играног филма у Пули, члан председништва Савеза удружења филмских радника СФРЈ и председник Удружења филмских радника Црне Горе.
Оснивач и први директор Црногорске кинотеке у периоду 2000 - 2007 године.
Добитник првог признања Црногорске кинотеке, награде Ратко Ђуровић за изузетан допринос очувању црногорске и светске културне баштине.
2014. године добио је Тринаестојулску награду, а 2017 године стекао је статус изузетног културног ствараоца.